# Сјано (Салерно)
Сјано (итал. Siano) је насеље у Италији у округу Салерно, региону Кампанија.
Према процени из 2011. у насељу је живело 9855 становника. Насеље се налази на надморској висини од 131 м.

## Становништво
| 1931. | 1936. | 1951. | 1961. | 1971. | 1981. | 1991. | 2001.  | 2011.  |
| ----- | ----- | ----- | ----- | ----- | ----- | ----- | ------ | ------ |
| 5.073 | 5.097 | 6.036 | 6.905 | 6.932 | 7.834 | 9.265 | 10.104 | 10.074 |